# لیلین گیش
لیلین دایانا گیش (به انگلیسی: Lillian Diana Gish) (۱۴ اکتبر ۱۸۹۳ – ۲۷ فوریهٔ ۱۹۹۳) هنرپیشه تئاتر، تلویزیون و سینمای آمریکا بود.

## زندگی‌نامه
او به مدت ۷۵ سال (۱۹۱۲–۱۹۸۷) در زمینهٔ بازیگری فعالیت کرد. لیلین گیش در دهه ۱۹۲۰ و ۱۹۳۰ ستارهٔ فیلم‌های برجستهٔ سینمایی بود که از آن بین باید به ایفای نقش در تولد یک ملت (۱۹۱۵)، شاهکار دیوید وارک گریفیث اشاره کرد. در دوران سینمای ناطق حضور او در فیلم‌ها پراکنده‌تر شد اما از نقش‌های به یاد ماندنی او در این دوران می‌توان به وسترن دوئل زیر آفتاب (۱۹۴۶) و فیلم دلهره‌آور-جنایی شب شکارچی (۱۹۵۵) اشاره کرد. لیلین از دهه ۱۹۵۰ تا ۱۹۸۰ در آثار قابل توجه تلویزیونی بازی کرد. او در سال ۱۹۸۷ و در فیلم نهنگ‌های آگوست برای اولین بار نقشی در مقابل بت دیویس ایفا کرد. انستیتوی فیلم آمریکا نام او را در لیست «بزرگ‌ترین هنرپیشه‌های زن تمام تاریخ» و در «رتبه هفدهم» قید کرده‌است.

## درگذشت
گیش در ۲۷ فوریه ۱۹۹۳ در سن ۹۹ سالگی به شکل طبیعی در خواب بر اثر کهولت سن درگذشت. دارایی‌های او که ارزش چند میلیون دلاری داشت پس از مرگ وارث و نوه‌اش هلن هایس برای صرف در امور هنری اختصاص یافت.

## جوایز
لیلین در سال ۱۹۷۱ «جایزهٔ اسکار افتخاری» و در سال ۱۹۸۴ «جایزهٔ یک عمر خدمت هنری انستیتوی فیلم آمریکا» را دریافت کرده‌است.

## بخشی از فیلم‌شناسی
- جنگ زن و مرد (۱۹۱۴)
- گوژپشت (۱۹۱۴)
- هیچ‌جا خانه خود آدم نمی‌شود (۱۹۱۴)
- دشمن انسان (۱۹۱۴)
- خواهران (۱۹۱۴)
- تولد یک ملت (۱۹۱۵)
- تعصب (۱۹۱۶)
- شکوفه‌های پرپر (۱۹۱۹)
- در دوردست شرق (۱۹۲۰)
- بن هور (۱۹۲۵)
- داغ ننگ (۱۹۲۶)
- دشمن (۱۹۲۷)
- باد (۱۹۲۸)
- دوئل زیر آفتاب (۱۹۴۶)
- شب شکارچی (۱۹۵۵)
- نابخشوده (۱۹۶۰)
- بچه‌ها دنبالم بیاین (۱۹۶۶)
- کمدین‌ها (۱۹۶۷)
- یک عروسی (۱۹۷۸)